# Afrarchaea woodae
Afrarchaea woodae är en spindelart som beskrevs av Leon N. Lotz 2006. Afrarchaea woodae ingår i släktet Afrarchaea och familjen Archaeidae. Inga underarter finns listade i Catalogue of Life.